# Iglesia de San Esteban (Sigüés)
La iglesia de San Esteban es una iglesia parroquial católica situada en el municipio en Sigüés (Provincia de Zaragoza, España). Originalmente se trataba de una construcción románica consistente en una nave única reforzada por contrafuertes y el ábside semicircular. Este núcleo fue recrecido en el siglo XVI, se cambiaron las bóvedas, y se le añadieron el pórtico meridional, la sacristía y capillas laterales a modo de crucero.
El espacio interior es amplio, diáfano y sencillo, sin apenas decoración. Destacan las bóvedas de crucería estrellada con los nervios pintados que cubren la nave y las capillas laterales, así como el alfarje de madera de tradición mudéjar que sostiene el coro.
La portada meridional románica está rematada por un tímpano enmarcado por arquivoltas de medio punto y aparece cobijada por el pórtico renacentista.
La fábrica está totalmente realizada en sillar regular de mediano tamaño, formando un volumen contundente y bastante hermético, en el que sobresale la torre adosada en el lado septentrional.

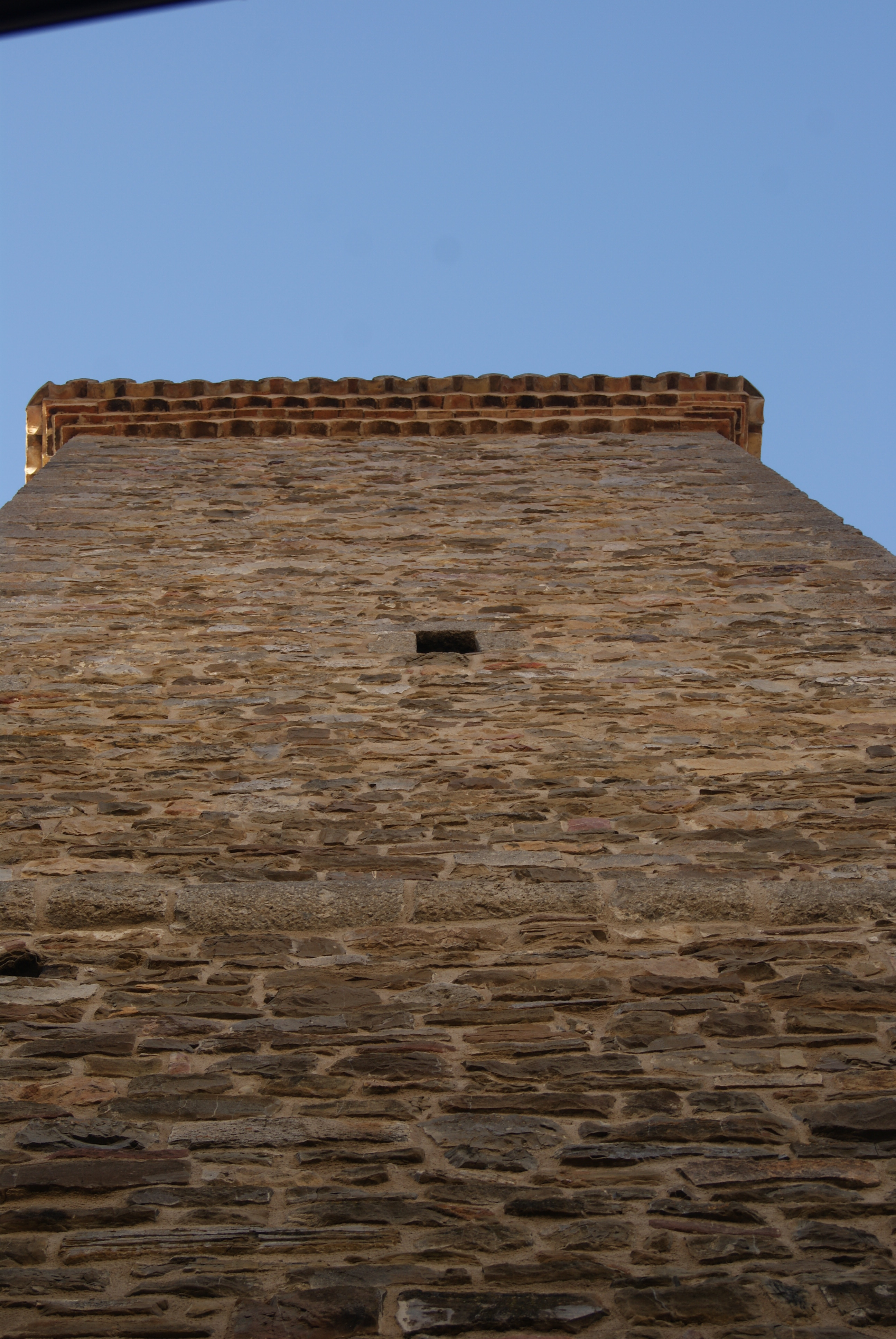